# Нада Душанић
Нада Душанић (Сомбор, 1961) српска је књижевница која живи и ствара у Сомбору.

## Биографија
Нада Душанић је рођена у Сомбору 1961. Пише приче, романе, есеје. За књиге које је написала Кућа са друге стране, Приче у боји (2003) и Боје тамних светлости (2005) уприличена промоција уз истовремену изложбу њених слика уља на платну.
Написала је драму према мотивима приповетке Годишња доба, за коју је снимљен комплетан видео материјал базиран на сликама ауторке и месту дешавања радње алеји манастира Св. архиђакона Стефана. Паралелно са романом Кућа са друге стране написала је сценарио за филм са истим називом.
Нада Душанић је заступљена у више зборника.
Слика уља на платну, а мотиви су јој повезани са темама прозних текстова. Била је до 2018. године уредница Едиције "Голуб" Градске библиотеке "Карло Бијелицки" из Сомбора, као и уредница манифестације "Летње вечери за причу".

### Романи
- Кућа са друге стране (2007)
- Спој срећно пронађен (2010)
- Цена страха (2017)
- Раскид (2019)
- Пловидба кроз забрањене теме (2024)

### Приповетке
- Приче у боји (2003)
- Боје тамних светлости (2005)
- Инфлуенца – приче о додирима (2014)

### Есеји
- Кућа пуна слика (2008)
- Додири Вирџиније Вулф (2014)

### Драма
- Годишња доба

### Сценарио
- Кућа са друге стране

## Награде
Нада Душанић је била у ужем избору за "Андрићеву награду" за 2014. годину за књигу Инфлуенца – приче о додирима.
Добитница је признања "Улазница" (2008), "Шумадијске метафоре" (2010), "Стеван Сремац" (2011. и 2012).
Добитница је награде "Вранац - најбоља кратка прича 2012".
Ромaн Цена страха је био у најужем избору за књигу године Друштва књижевника Војводине и у ширем избору зa награду награду "Исидора Секулић".
Роман Раскид био је у најужем избору за награду Друштва књижевника Војводине.
Сегмент из рукописа Пловидба кроз забрањене теме под називом "За Емер, с поштовањем", ушао је у ужи избор награде Lapis Histriаe у Истри 2022. године. www.forumtomizza.com
Рукопис романа Пловидба кроз забрањене теме награђен је на конкурсу Раштан издаваштва 2023. године.
Добитница је награде Златно перо Раванграда 2024. године, коју додељује Културни центар „Лаза Костић“ и Удружење грађана „Раванградско пролеће“ из Сомбора.